# 雲南市立海潮中学校
雲南市立海潮中学校（うんなんしりつうしおちゅうがっこう）は、島根県雲南市大東町にあった中学校。

## 概要
- 郵便番号 - 699-1206
- 住所 - 島根県雲南市大東町南村268

## 沿革
- 1947年（昭和22年）4月 - 海潮村立海潮中学校創立
- 1948年（昭和23年）4月 - 塩田分校設置
- 1956年（昭和31年）3月  - 塩田分校が大東中学校塩田分校となる
- 1956年（昭和31年）4月 - 大東町立海潮中学校に改称。
- 2004年（平成16年）11月1日 - 雲南市立海潮中学校に改称。
- 2024年（令和6年）3月 - 雲南市立大東中学校に吸収合併により廃校。

## 生徒会
- 総務部
- 文化部
- 厚生部
- 放送部
- 生活部

## 部活動
陸上部
バレー部
ボランティア部
バドミントン部
神楽部